# Kraftfahrzeugkennzeichen (Europäische Union)

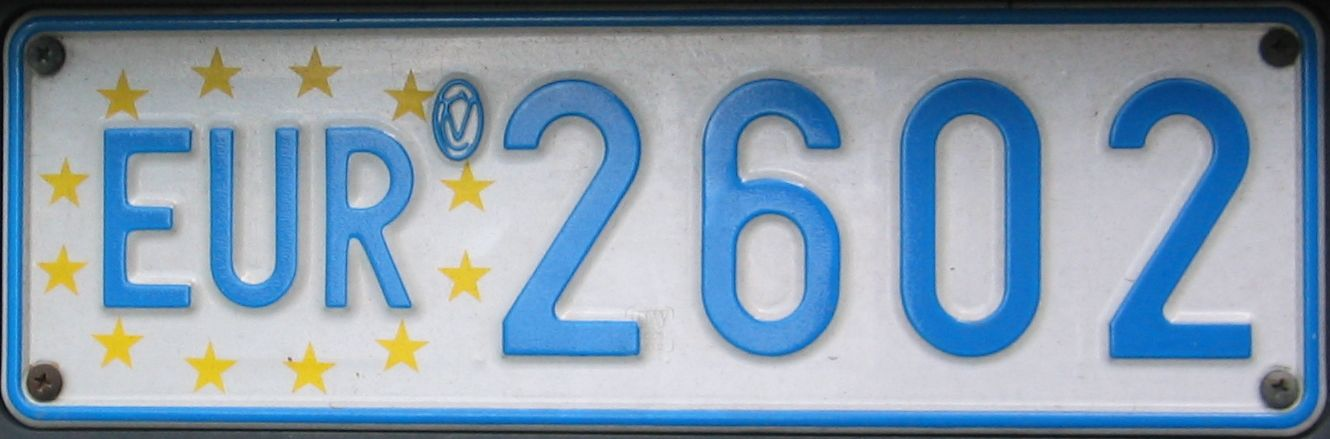
Belgisches Kennzeichen für EU-Mitarbeiter

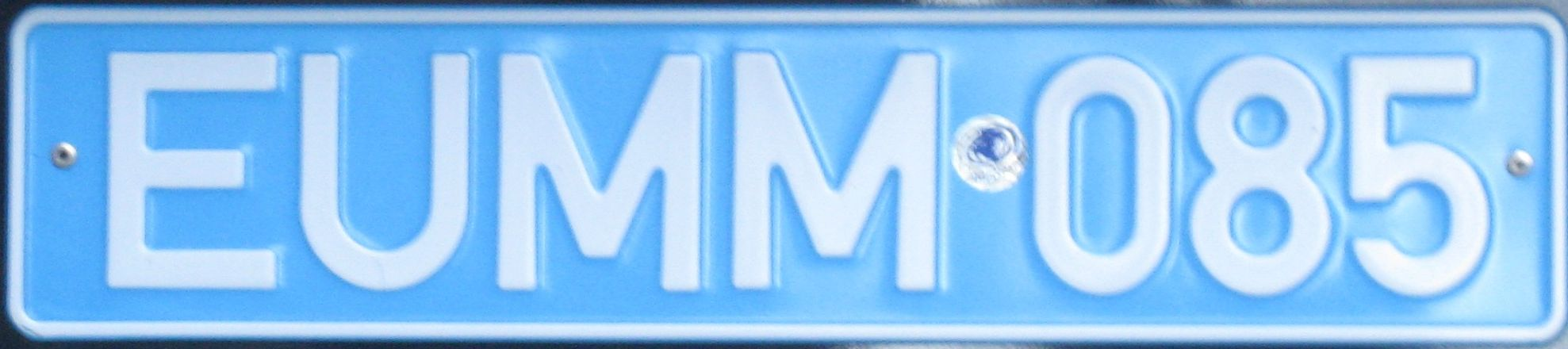
Kennzeichen der EUMM

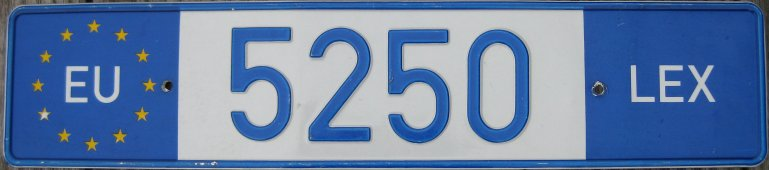
Kennzeichen der EULEX-Mission

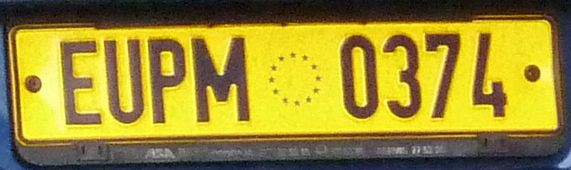
Kennzeichen der EUPM

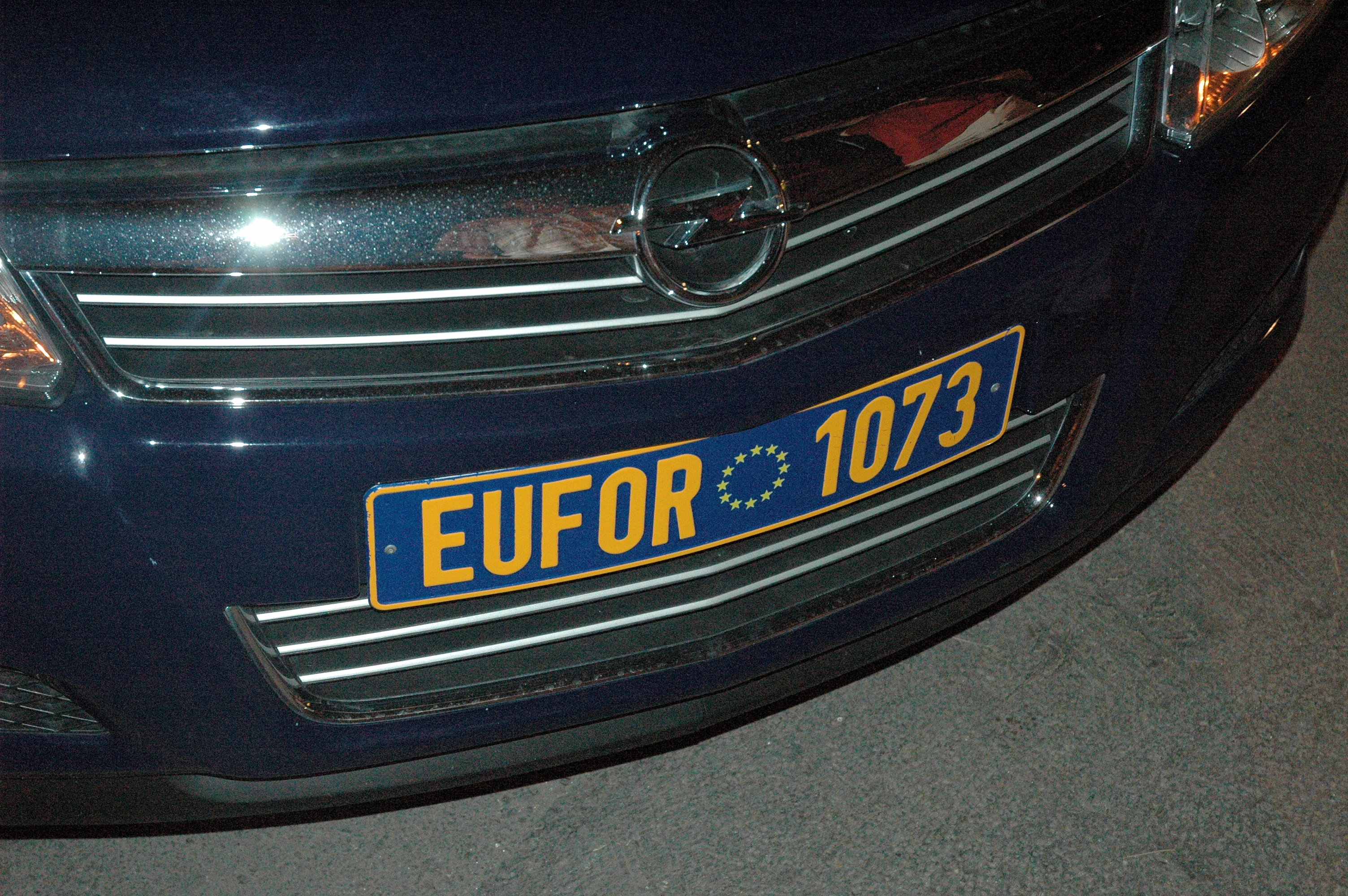
EUFOR-Kennzeichen

Die Europäische Union stattet die Fahrzeuge ihrer Auslandsmissionen mit eigenen Kraftfahrzeugkennzeichen aus. Diese unterscheiden sich von Mission zu Mission und folgen keinem einheitlichen Design.
Fahrzeuge, die der EU in Brüssel zugeordnet sind, erhielten spezielle belgische Nummernschilder, welche mittlerweile nicht mehr vergeben werden. Der Fuhrpark von ständigen EU-Vertretungen trägt in der Regel Diplomatenkennzeichen des entsprechenden Landes. Ebenso behalten Militärfahrzeuge, die an EU-Missionen beteiligt sind, ihre einheimischen Kennzeichen bei.

## EUMM
Die European Union Monitoring Mission (EUMM) in Georgien verwendet blaue Schilder mit weißer Aufschrift. Sie zeigen die Buchstaben EUMM und eine fortlaufende Zahl.

## EU im Kosovo
Fahrzeuge der EU, die im Kosovo stationiert sind, besitzen schwarze Kennzeichen mit weißer Schrift. Die Schilder zeigen die Buchstaben EU gefolgt von einer fortlaufenden Nummer. Privatfahrzeuge weisen vor den Ziffern den Buchstaben P oder nach den Ziffern die Buchstaben PV auf. Gelegentlich zeigen die Schilder die Europaflagge in Farbe oder einen Kreis aus 12 weißen Sternen.
Die Fahrzeuge der EULEX-Mission tragen weiße Kennzeichen mit blauer Aufschrift. Sie zeigen ausschließlich Ziffern. Am Anfang des Schildes befindet sich die europäische Flagge mit den Buchstaben EU im Sternenkranz, am Ende ein weiteres blaues Feld mit den Buchstaben LEX.

## EUPM
Die Kennzeichen der Polizeimission der Europäischen Union in Bosnien-Herzegowina besitzen einen gelben Untergrund. Zu Beginn des Schildes erscheinen die dunkelblauen Buchstaben EUPM. Es folgen ein Sternenkranz und vier Ziffern. Gelegentlich schließt der Sternenkranz auch die dann verkleinerten Buchstaben ein.

## EUFOR
Die EUFOR nutzt in Bosnien-Herzegowina dunkelblaue Kennzeichen mit gelber Aufschrift. Zunächst erscheinen die Buchstaben EUFOR, danach ein Sternenkranz. Es folgt eine Zahlenkombination.